# 南海龍屬
南海龍屬，為輻鰭魚綱棘背魚目海龍科的其中一屬。

## 下属物种
- 美麗南海龍（Nannocampus elegans）
- （Nannocampus lindemanensis）
- 短臂南海龍（Nannocampus pictus）
- 硬頭南海龍（Nannocampus subosseus）
- 韋氏南海龍（Nannocampus weberi）